# Hayat TV
Pour les articles homonymes, voir Hayat.
Hayat TV (en turc : La vie) est une chaine de télévision privée turque. Elle a lancé ses émissions le 3 décembre 2007. Elle a été interdite et fermée par le gouvernement turc le 29 septembre 2016.

## Présentation de la chaîne
Hayat TV était l'une des rares chaînes de télévision privées turques à être indépendante des grandes entreprises telle que Doğan Yayın Grubu. Après plusieurs mois de test, la chaîne lance ses programmes le 3 décembre 2007. 
Dès son lancement, la chaîne s'était donnée pour but de faire entendre la voix des travailleurs, qui étaient trop souvent mal représentés dans les médias télévisés turcs, selon elle. Elle se définissait comme une chaîne alternative aux autres chaînes des grands groupes telles que ATV, Star TV, Kanal D, etc., car elle donnait la voix aux travailleurs et proposait une programmation qui excluait toutes les séries télévisées et magazines people.

### Programmes
- Avrupa penceresi présenté par Yücel Özdemir
- Avrupa'da Hayat
- Ekmek ve Gül
- Hayatın Günlüğü animé par İskender Bayhan et İhsan Çaralan
- Sağlıklı Günler

### Diffusion
La chaîne Hayat TV, diffusait sur le satellite TürkSat 2A en Turquie ainsi que dans la majorité des pays européens et quelques pays du Proche-orient. La chaîne était aussi diffusée en direct sur son site internet via Mogulus. Le chaîne possédait  plusieurs studios en Europe, d'où était diffusée notamment l'émission Avrupa'da Hayat (« Hayat en Europe »).

### Fréquence
- Fréquence : 11996
- Polarizasyon Dikey
- Bat 26000 Turksat 2A

## La censure
Le 16 juillet 2007, Hayat TV a été victime de la censure du Conseil supérieur de l’audiovisuel turc (RTÜK), qui avait ordonné à la compagnie Türkovizyon de stopper la diffusion de la chaîne sur le satellite Türksat 2A. Après plusieurs semaines de campagnes intitulés "Sansüre inat, yaşaşın Hayat" (Contre la censure, vive Hayat), et les procédures des responsables de la chaîne Hayat TV a repris sa diffusion le 6 août 2007. 
Le Conseil supérieur de l’audiovisuel turc (RTÜK), accusait Hayat TV d'avoir fourni des images des célébrations du Nouvel An Norouz à la chaîne Roj TV, qui est considéré comme organe de propagande du PKK, qui est désigné comme une organisation terroriste. Les images en question était en réalité mises à disposition par l’agence de presse DIHA.

## Interdiction et fermeture
Hayat TV a été fermée en vertu du décret statutaire d'urgence émis à la suite de la tentative de coup d'État de juillet 2016, aux côtés de onze autres chaînes de télévision et onze chaînes de radio, le 29 septembre 2016, lorsque la police a perquisitionné le siège de la station de télévision à Istanbul,,.
Les propriétaires de la chaîne, Hayatin Sesi, Mustafa Kara et Ismail Gökhan Bayram, ainsi que son rédacteur en chef, Gökhan Cetin, sont condamnés en septembre 2018 par le régime turc à près de quatre ans de prison pour « propagande terroriste » en faveur du Parti des travailleurs du Kurdistan et de l'Etat islamique.